# هالووی، لندن
longitudeهالووی، لندنlatitudeهالووی، لندن
هالووی (به انگلیسی: Holloway) یک ناحیه در لندن است که در منطقه ایزلینگتون لندن واقع شده‌است.

## ترابری
ایستگاه متروی کلدونین رود، ایستگاه هایبوری و ایزلینگتون، ایستگاه متروی هالووی رود و ایستگاه متروی آرچوی در نزدیکی این ناحیه قرار دارند.